# توشیئو سوگیئه
توشیئو سوگیئه (انگلیسی: Toshio Sugie; ۲۴ سپتامبر ۱۹۱۳ – ۱۰ اکتبر ۱۹۹۶) کارگردان فیلم اهل ژاپن بود.